# Leptochilus chinenesis
Leptochilus chinenesis är en stekelart som beskrevs av Gusenleitner 2001. Leptochilus chinenesis ingår i släktet Leptochilus och familjen Eumenidae. Inga underarter finns listade i Catalogue of Life.